# Minnesota Lake
Minnesota Lake è un comune degli Stati Uniti d'America, situato nello Stato del Minnesota, nella contea di Faribault e in parte nella contea di Blue Earth.